# Pagetova bolezen dojke
Pagetova (izgovorjava: pêdžitova) bolézen dójke je bolezenska sprememba, pri kateri se na bradavičnem kolobarju dojke pojavi ekcem zaradi vznika rakavih celic. Ker se pojavi na površini kolobarja, morda izgleda nenevarno, vendar je lahko smrtna.
Pagetova bolezen vulve je sorodna sprememba, le da se pojavi na zunanjem ženskem spolovilu.
Ime je dobila po britanskem kirurgu Jamesu Pagetu, ki je bolezen leta 1874 prvi opisal.

## Simptomi
Običajno je prvi simptom ekcem, ki se navadno pojavi le na eni bradavici. Koža na bradavici in bradavičnem kolobarju je lahko rdeča in vneta. Pri nekaterih bolnicah se pojavi srbeč ali pekoč občutek. Iz prizadetega območja lahko mezi izcedek. Bradavica se lahko obrne navznoter. V dojki se lahko pojavi zatrdlina. Lahko nastane krasta ali rana, ki se ne zaceli. 

## Diagnoza
Pri postavitvi diagnoze se uporabljajo mamogram ter bioptični in citološki pregled vzorca.

## Zdravljenje
Pagetova bolezen dojke je oblika raka na dojki. Običajno se izvede lumpektomija  ali mastektomija – kirurška odstranitev tumorja. Če to ni zadostno, sta potrebni tudi kemoterapija in/ali radioterapija.